# Euphorbia lycioides
Euphorbia lycioides är en törelväxtart som beskrevs av Pierre Edmond Boissier. Euphorbia lycioides ingår i släktet törlar, och familjen törelväxter. Inga underarter finns listade i Catalogue of Life.